# 마곡의 결투
마곡의 결투는 한국에서 제작된 이광장 감독의 1969년 영화이다. 정강 등이 주연으로 출연하였고 이민덕 등이 제작에 참여하였다.

## 출연

### 주연
- 정강
- 김청자
- 최성호
- 이선

## 제작진
- 조명: 조기남